# Paul Eduard Hartmann
Paul Eduard Hartmann (* 26. September 1863 in Demmin; † 7. Dezember 1914 in Limanowa) war ein preußischer Landrat.

## Leben

### Herkunft und Familie
Paul Eduard Hartmann wurde geboren als Sohn des Juristen, königlich preußischen Kreisrichters in Demmin und späteren Direktors der Lebensversicherungs-Gesellschaft Iduna in Halle an der Saale, Eduard August (Heinrich) Hartmann (1832–1897), und dessen Frau Sophie Mathilde, geb. Loeper (* 1838), Tochter eines in St. Petersburg tätig gewesenen und seit den 1850ern als Rentier in Neubrandenburg lebenden Kaufmanns. Die Eltern hatten zwar 1861 in Neubrandenburg geheiratet, sind jedoch in den frühen 1860er Jahren  niemals mit eigenem Hausstand in Neubrandenburg nachweisbar.
Am 26. September 1894 schloss Hartmann in Niedermarsberg die Ehe mit Helene Rentzing.

### Beruflicher Werdegang
Nach dem Reifezeugnis am Stadtgymnasium Halle Ostern 1882 studierte er an der Universität Halle Rechtswissenschaften, bestand  im Jahre 1885 die Prüfung zum Gerichtsreferendar und wurde am 12. August 1885  als Gerichtsreferendar vereidigt. Er wechselte in die Verwaltung und wurde bei der Regierung Köln Regierungsreferendar. Am 6. Dezember 1887 folgte die Ernennung zum Regierungsassessor bei der Regierung Arnsberg. Mit der kommunalen Verwaltung des Landratsamtes Hagen wurde Hartmann am 24. April 1899 beauftragt und am 13. November 1899 definitiv zum Landrat des Kreises Hagen ernannt, nachdem der Kreistag einstimmig auf sein Vorschlagsrecht verzichtet und er um seine Ernennung gebeten hatte. 1905 bis 1914 gehörte er für den Wahlkreis Kreis Hagen dem Provinziallandtag der Provinz Westfalen an. Im Landtag gehörte er der freikonservativen Fraktion an.
Er war Hauptmann und Bataillonsführer im Reserve-Infanterie-Regiment Nr. 220 und freiwilliger Kriegsteilnehmer. Er starb an den Folgen seiner Kriegsverletzungen.

## Ehrungen und Auszeichnungen
- Landwehrdienstauszeichnung  I. Klasse
- Roter Adlerorden  IV. Klasse
- Kronenorden III. Klasse
- Geheimer Regierungsrat